# THE BEYOND GUNPLA 40th EDITION THE BEYOND X MS-06 ZAKU II Ver.LUNA SEA
「THE BEYOND GUNPLA 40th EDITION THE BEYOND X MS-06 ZAKU II Ver.LUNA SEA」（ザ・ビヨンド・ガンプラ・フォーティース・エディション・ザ・ビヨンド・エックス・エムエス・ゼロロク・ザク・ツー・ヴァージョン・ルナシー）は、LUNA SEAの21枚目のシングル。2020年4月29日発売。

## 概要
10thアルバム『CROSS』からのリカットシングル。4月29日よりUNIVERSAL MUSIC STOREとTSUTAYA限定で販売された。
CDと、ガンプラ40周年とLUNA SEA30周年のコラボ企画として1年戦争で活躍したジオン軍の名機「ザク」をオリジナルデザインのLUNA SEA専用機としてガンプラ化した「LUNA SEA専用ザクII」が付く。ちなみにこのガンプラは、LUNA SEAのイメージカラーである黒の本体に、金色のLUNA SEAロゴと型式番号が配置された仕様となっており、SUGIZOの環境問題に対する取り組みの一環として、「マスターグレード」シリーズでは初となる廃材を再利用した「エコプラ」としての商品化となった、という。
また、ジャケットにはガンダムのキャラクターデザインを手がけている安彦良和が描き下ろした「LUNA SEA専用ザクII」が登場している。2月1日より開催された全国ホールツアー「LUNA SEA 30th Anniversary Tour 2020 -CROSS THE UNIVERSE-」の会場では「LUNA SEA専用ザクII」ガンプラの完成見本も展示されていた。

## 記録
オリコン週間シングルチャート(5月11日付)では、初週で6,082枚を売り上げ、1位を獲得。LUNA SEAとしては「gravity」以来、約20年と1ヶ月ぶりとなる首位獲得を果たした。また、同一名義でのシングル1位インターバル記録では竹内まりやの21年1カ月ぶりに次ぐ歴代2位となったほか、LUNA SEAとしてもアルバムからのリカットシングルでの首位獲得は本作が初となった。

## 収録内容

### CD
1. THE BEYOND
SUGIZO原曲
アルバム『CROSS』からのリカット
「機動戦士ガンダム40周年プロジェクト」記念テーマ曲[8]

### ”LUNA SEA専用ザクII”オリジナル・ガンプラ
- 1/100スケールMGモデル
- LUNA SEAのイメージカラーである黒の本体に、金色のLUNA SEAロゴと型式番号を配置

## 収録アルバム
LUNA SEA名義のアルバム

- CROSS

オムニバスアルバム

- 機動戦士ガンダム 40th Anniversary Album 〜BEYOND〜[9]